# تشوي يونغ سو (ملاكم)
تشوي يونغ سو (هانغل: 최용수) مواليد 20 أغسطس 1972 في تشنغتشونغ الجنوبية، كوريا الجنوبية، هو ملاكم محترف كوري جنوبي معتزل كان يصنف ضمن فئة وزن الريشة. حقق بطولة رابطة الملاكمة العالمية.

## إحصائيات
خاض خلال مسيرته 34 نزالا، فاز في 29 وتعادل في 1 وخسر في 4. فاز بالضربة القاضية في 19 نزالا.

## روابط خارجية
- تشوي يونغ سو على موقع بوكس ريك (الإنجليزية) (registration required)